# دین در پرو
دین در پرو (سرشماری ۲۰۱۷)
دین در پرو (انگلیسی: Religion in Peru)، مسیحیت با دارا بودن بیشترین پیروان کلیسای کاتولیک، بزرگ‌ترین دین در این کشور است. دین در پرو از دیرباز به درهم آمیزی دینی مربوط می‌شود که از کلیسای کاتولیک با دین باستانی اینکا به دنبال تصرف اسپانیا سرچشمه می‌گیرد. هرچند کلیساهای پروتستان از گروه‌های مذهبی گوناگون، به‌طور قابل ملاحظه‌ای طی ۳۰ سال گذشته در بین توده‌های مردم رواج یافته‌است. پیشرفت آهسته ولی پیوسته‌ای از بی‌دینی، به‌خصوص در قشر جوان مناطق شهری، وجود داشته‌است. ادیانی همچون یهودیت و بودیسم، و این اواخر هندوئیسم و اسلام به‌دلیل مهاجرت وجود دارد.